# Айкен
Айкен — студія, що розробляє вебсайти.
Компанія створює сайти, стартапи та іншу електронну продукцію для вебу з 1999 року. Вона надавала послуги для таких брендів як Toyota, Kia Motors, Яндекс, KP Media; розробляла інформаційні портали «Факти і коментарі», «Телекритика», «Главред», онлайн-видання МВС України «Іменем Закону» та ін. Першою роботою студії вважається один з найстаріших україномовних проєктів «Багато рефератів», створений 1999 року.

## Діяльність
Переважно студія займається створенням сайтів, їхнім розвитком і підтримкою, а також графічним дизайном та проєктуванням графічних інтерфейсів програм на пристроях з операційною системою iOS.

### Основні напрямки
- Дослідження та аналіз інтернет-проєктів
- Інтерактивний дизайн
- UX/UI дизайн
- Веброзробка, програмування
- Просування в Інтернет, SMM, SEO
- Підтримка сайтів, хостинг, реєстрація доменів
- Копірайтинг, написання та редагування текстів для вебу

## Історія
Назва «Aiken» була вигадана засновником 1999 року і походить від гри слів «я можу» (англ. I can). У різні часи розвитку компанія називалась «Веб-студія Айкен» та «Студія дизайну Айкен». 2008 року, разом із реєстрацією товариства з обмеженою відповідальністю (ТОВ «Студія Айкен») та торговельної марки (Aiken®), за ними закріпилась назва «Студія Айкен».
У 2012 році компанію перейменовано в «Aiken Interactive».

## Нагороди та рейтинги
- 2011 — Рейтинг Рунета: розроблений студією сайт http://fakty.ua [Архівовано 20 травня 2022 у Wayback Machine.] потрапив в шорт-лист рейтингу на найкращий інтернет-портал СНД.
- 2010 — Рейтинг Рунета: Студія Айкен посідає перше місце[10] з-поміж українських IT-компаній в рубриці «Веб-розробка» на території України[11].
- 2008 — Tagline: Студія Айкен посідає 11 місце[12] серед українських вебстудій.
- 2008 — Креативні ігри: сайт https://web.archive.org/web/20190118162023/https://wheels.in.ua/ посів друге місце в рубриці «Сервісні проекти (магазини, пошукові системи)».
- 2008 — Креативні ігри: сайт http://aiken.ua [Архівовано 7 жовтня 2011 у Wayback Machine.] (7-ма версія) посів перше місце в рубриці «корпоративний сайт і промо-сайт»